# Kostel svaté Anny (Jeruzalém)
Kostel svaté Anny v Jeruzalémě se podle tradice nachází na místě domu rodičů Panny Marie, Jáchyma a Anny. Nachází se nedaleko rybníka Bethesda, kde podle evangelií (Jan 5, 1-9) Ježíš učinil svůj první zázrak v Jeruzalémě, uzdravení ochrnutého. Jde o jeden z mála zachovaných příkladů křižácké sakrální architektury ve Svaté zemi. Je papežskou bazilikou minor a je spravován francouzskými Bílými otci.

## Historie
První kostel vznikl na tomto místě již v 5. století, ale zanikl již v roce 614, během perské invaze. Ve 12. století zde křižáci postavili na zbytcích byzantského kostela menší kostel, který byl přestavěn okolo roku 1140. Saladin po dobytí Jeruzaléma roku 1187 kostel přeměnil na madrasu (koránskou školu). Po krymské válce, roku 1856, ji turecký sultán Abdülmecid I. předal z vděčnosti francouzskému císaři Napoleonovi III. Nyní je ve vlastnictví francouzské vlády.

Kostel svaté Anny
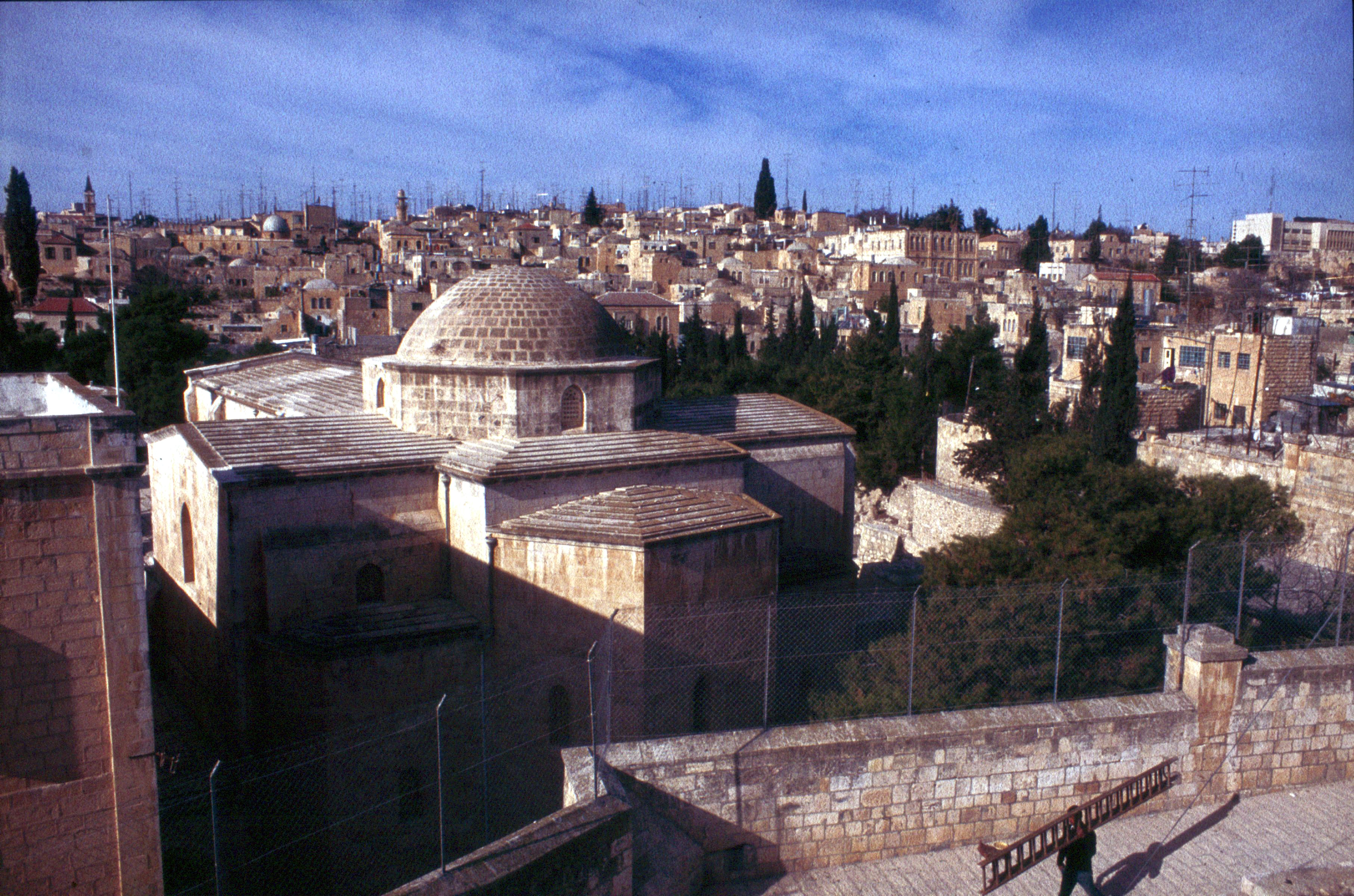
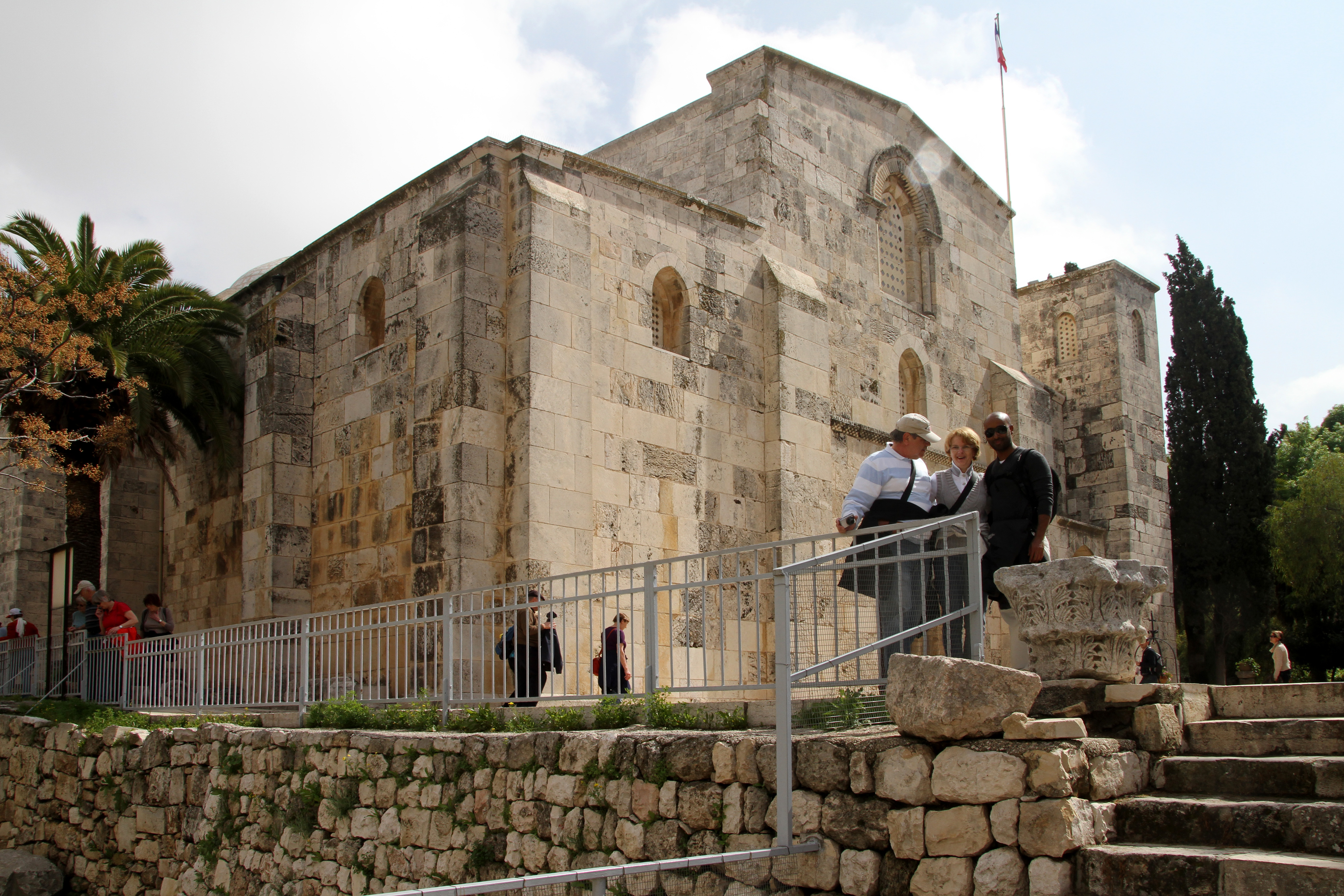
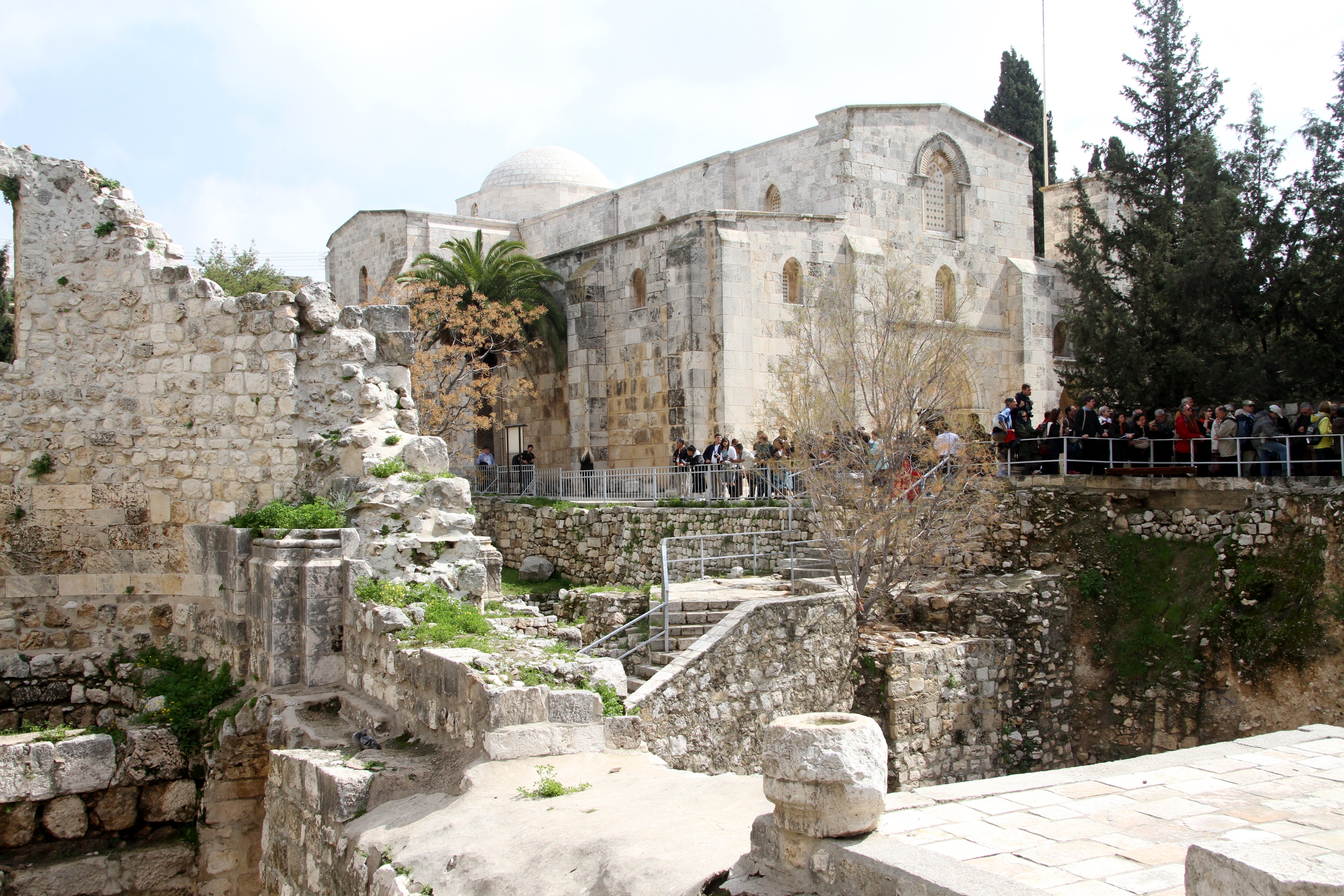
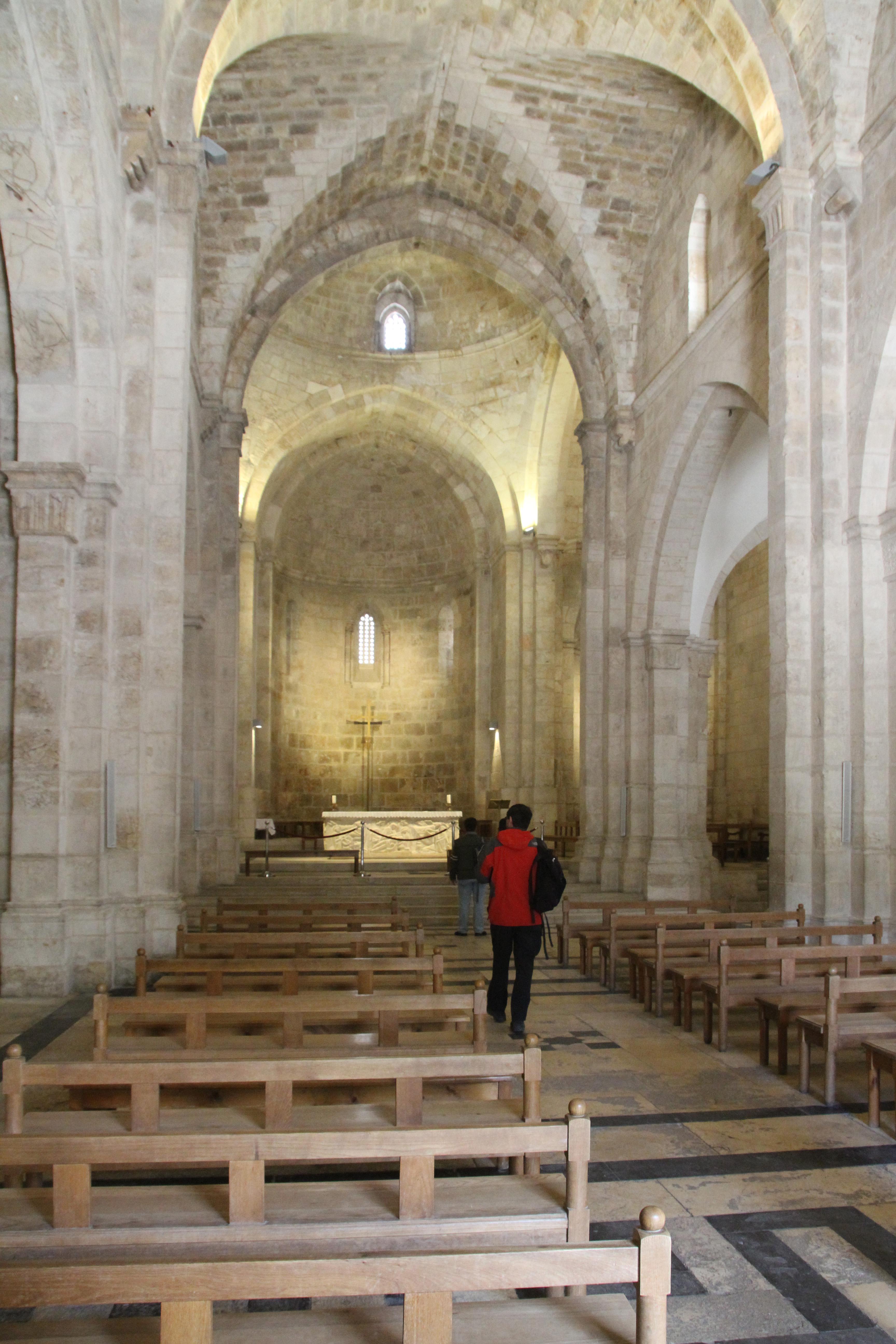
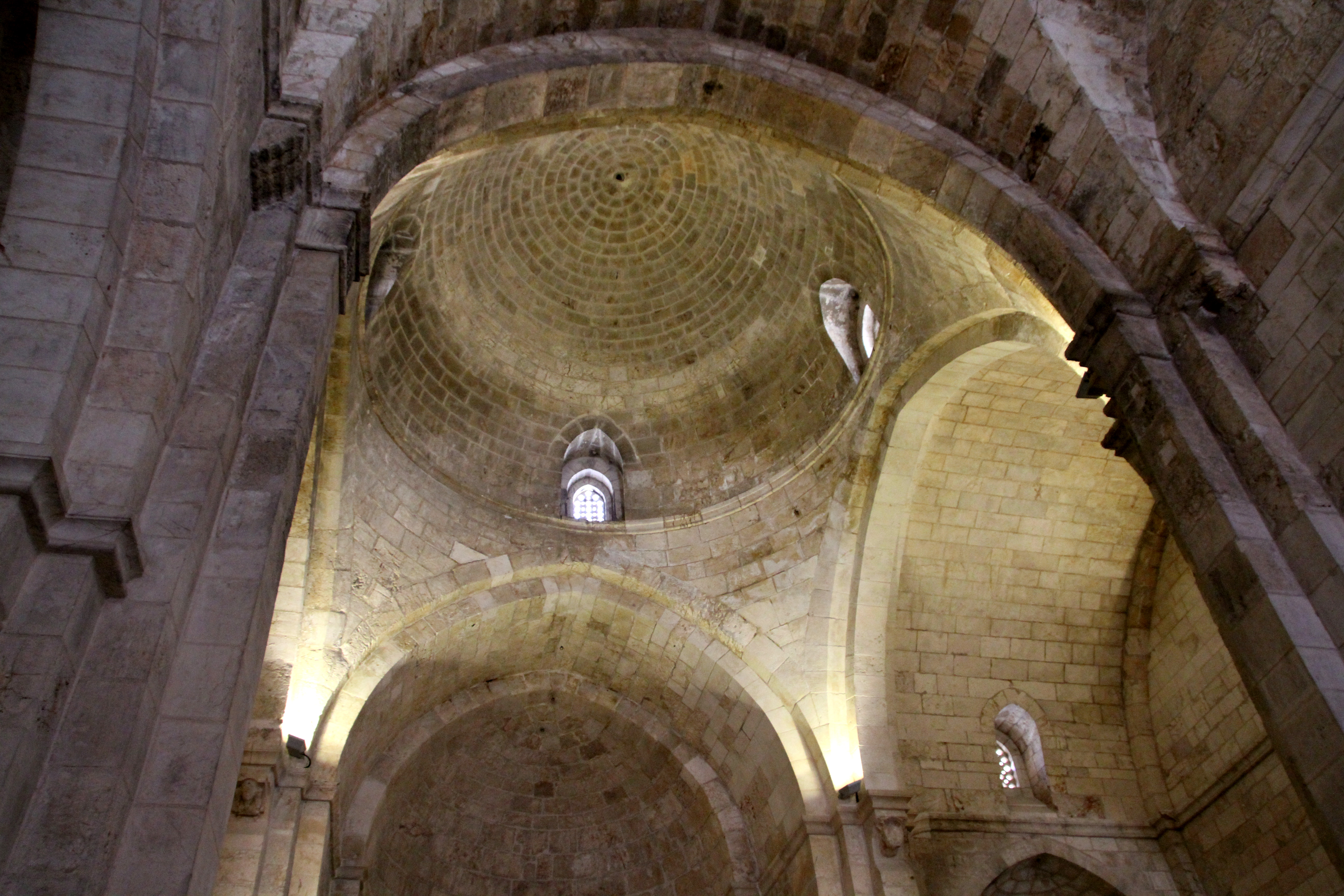
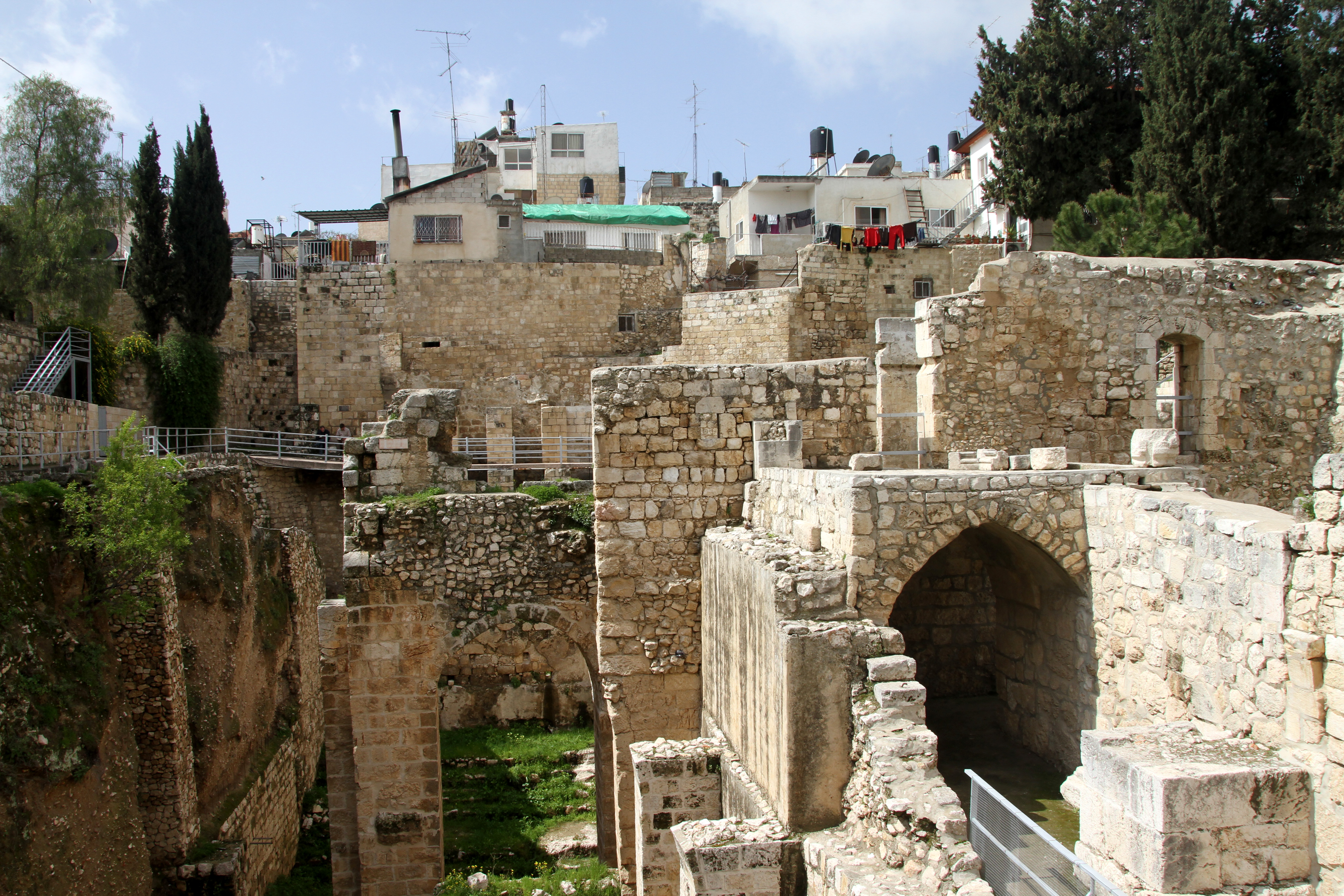
Bethesda